# Molophilus bispinosus
Molophilus bispinosus är en tvåvingeart som beskrevs av Alexander 1919. Molophilus bispinosus ingår i släktet Molophilus och familjen småharkrankar. Inga underarter finns listade i Catalogue of Life.